# Cratere Guan Daosheng
Guan Daosheng  è un cratere sulla superficie di Venere. Deve il suo nome a Guan Daosheng (管道昇T), pittrice e poetessa cinese attiva durante i primi anni della dinastia Yuan.